# Chrysoperla zastrowi
Chrysoperla zastrowi är en insektsart som först beskrevs av Peter Esben-Petersen 1928. 
Chrysoperla zastrowi ingår i släktet Chrysoperla och familjen guldögonsländor. Inga underarter finns listade i Catalogue of Life.